# Tyrannochthonius beieri
Espèce
Tyrannochthonius beieri est une espèce de pseudoscorpions de la famille des Chthoniidae.

## Distribution
Cette espèce se rencontre aux îles Salomon et en Papouasie-Nouvelle-Guinée.

## Description
Le mâle holotype mesure 0,79 mm.

## Étymologie
Cette espèce est nommée en l'honneur de Max Beier.

## Publication originale
- Morikawa, 1963 : Pseudoscorpionsfrom Solomon and New Britain. Bulletin of the Osaka Museum of Natural History, no 16, p. 1-8 (texte intégral).